# Orleans Parish

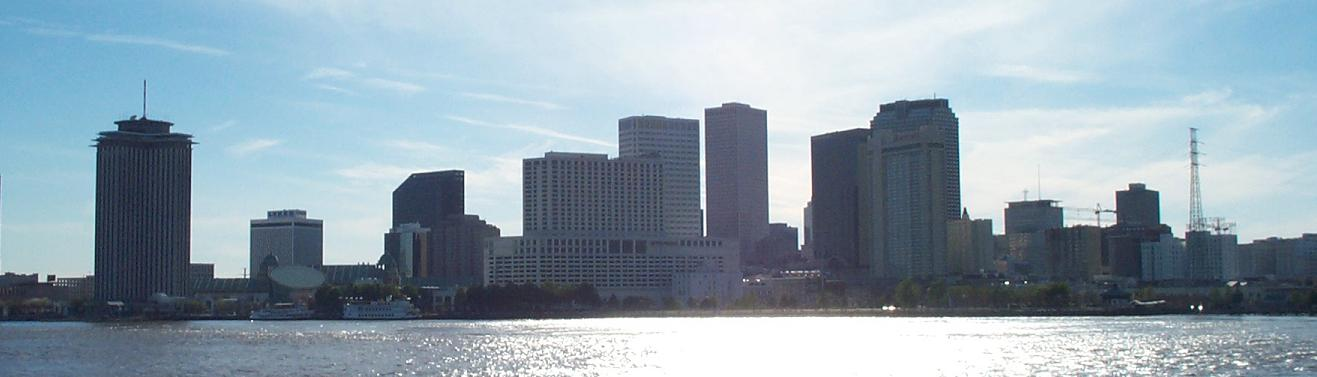
Skyline von New Orleans

Das Orleans Parish (frz.: Paroisse d'Orleans) ist ein Parish im Bundesstaat Louisiana der Vereinigten Staaten. Bei der Volkszählung im Jahr 2020 hatte das Parish 383.997 Einwohner und eine Bevölkerungsdichte von 821,2 Einwohner pro Quadratkilometer. Der Verwaltungssitz (Parish Seat) ist New Orleans.

## Geographie
Das Parish liegt im Südosten von Louisiana am Golf von Mexiko und hat eine Fläche von 907 Quadratkilometern, wovon 439 Quadratkilometer Wasserfläche sind. Es grenzt an folgende Parishes:
|                  | St. Tammany Parish |                    |
| Jefferson Parish |                    |                    |
|                  | Plaquemines Parish | St. Bernard Parish |

## Geschichte
Das Orleans Parish wurde am 10. April 1805 als eines der 19 Original-Parishes gebildet. Heute umfasst es vor allem die Stadt New Orleans.
26 Gebäude und Stätten des Parish haben aufgrund ihrer geschichtlichen Bedeutung den Status einer National Historic Landmark. Insgesamt sind 160 Bauwerke und Stätten des Parish im National Register of Historic Places eingetragen (Stand 7. November 2017).

## Demografische Daten

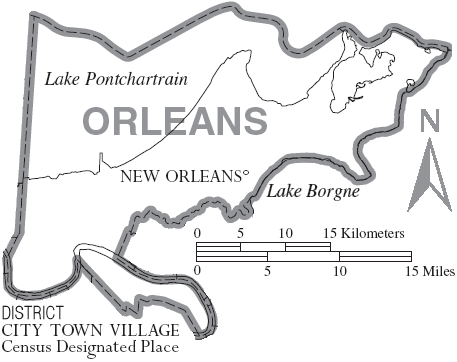
Karte des Orleans Parishes

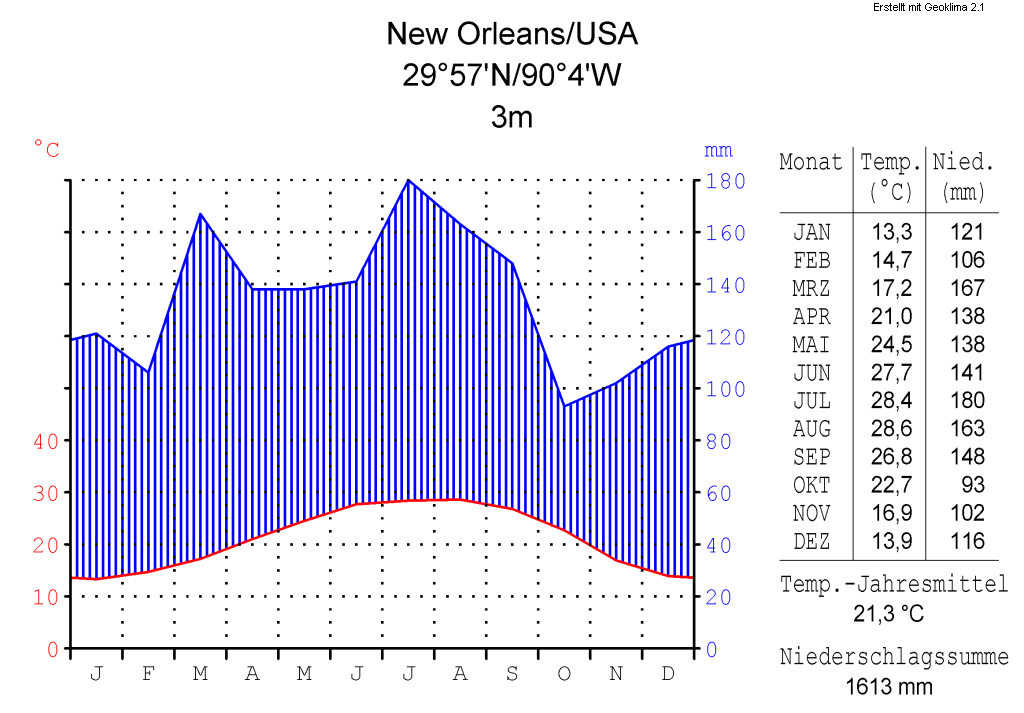
Klimadiagramm

Nach der Volkszählung im Jahr 2000 lebten im Jones County 484.674 Menschen in 188.251 Haushalten und 112.977 Familien. Die Bevölkerungsdichte betrug 1.036,5 Einwohner pro Quadratkilometer. Ethnisch betrachtet setzte sich die Bevölkerung zusammen aus 28,1 Prozent Weißen, 67,3 Prozent Afroamerikanern, 0,2 Prozent amerikanischen Ureinwohnern, 2,3 Prozent Asiaten und 0,9 Prozent aus anderen ethnischen Gruppen; 1,3 Prozent stammten von zwei oder mehr Ethnien ab. 3,1 Prozent der Bevölkerung waren spanischer oder lateinamerikanischer Abstammung, die verschiedenen der genannten Gruppen angehörten.
Gemäß der Volkszählung im Jahr 2000 betrug das durchschnittliche Einkommen eines Haushalts 27.133 US-Dollar, das durchschnittliche Einkommen einer Familie 32.338 USD. Männer hatten ein durchschnittliches Einkommen von 30.862 USD, Frauen 23.768 USD. Das Prokopfeinkommen lag bei 17.258 USD. 27,9 Prozent der Einwohner und 23,7 Prozent der Familien lebten unterhalb der Armutsgrenze.
27,6 Prozent der Einwohner waren unter 18 Jahre alt und auf 100 Frauen ab 18 Jahren und darüber kamen statistisch 83,3 Männer. Das Durchschnittsalter betrug 33 Jahre.

## Städte und Gemeinden
| - Broadmoor - Bywater - Carrollton - Chef Menteur | - Custom House - Gentilly - Lafayette Square - Michoud | - New Orleans - Vieux Carre |